# In the Lonely Hour
In the Lonely Hour es el álbum de estudio debut del cantautor británico Sam Smith. Su lanzamiento al mercado tuvo lugar el 26 de mayo de 2014 en el Reino Unido a través de las compañías discográficas Capitol Records y Method Records, respectivamente; mientras que para los Estados Unidos fue el 17 de junio de ese mismo año. Smith coescribió todos los temas con la ayuda de Jimmy Napes, Steve Fitzmaurice, Eg White y Fraser T. Smith, quienes luego las produjeron en Londres. De acuerdo con el intérprete, se inspiró en una relación no correspondida y en los temas trata situaciones de su amor desairado. En cuanto al sonido, es un álbum soul, pop y R&B; sin embargo, el cantante «no grita» ni «gime» como hacen otros exponentes del género soul.
El disco recibió revisiones mixtas de parte de los críticos. En el sitio web Metacritic, obtuvo una calificación de 62 puntos sobre 100 sobre la base de sus reseñas. Algunos críticos alabaron a Smith por su capacidad vocal  y lo etiquetaron como el «Adele hombre». Lo consideraron un buen inicio para un artista nuevo, ya que coescribió todas sus pistas, pero criticaron a la música por ser demasiado convencional. In the Lonely Hour le hizo valer a Smith la nominación a mejor artista nuevo en los premios Grammy de 2015; por otra parte el disco fue un candidato en la categoría álbum del año y mejor álbum de pop vocal. El álbum alcanzó el número uno en Australia, Nueva Zelanda, Reino Unido y Suecia, además llegó a la dos en Canadá, Dinamarca, Estados Unidos, Irlanda y Noruega. Al culminar el año, fue todo un éxito comerciar en Estados Unidos y el Reino Unido, donde obtuvo más de un millón de copias. Esto convirtió a Smith en el único que logró vender dicha cantidad en ambos territorios.

## Antecedentes y desarrollo
Después de varios intentos fallidos como artista, Smith en octubre de 2012 colaboró con Jimmy Napes, Howard Lawrence y Guy Lawrence en la composición y en la parte vocal de «Latch» para el álbum de estudio debut del dúo Disclosure. Tras su lanzamiento, el sencillo vertiginosamente tuvo un éxito notorio en el Reino Unido. Posteriormente, Nick Raphael y Jo Charrington de London Records apreciaron el talento vocal de Smith y le propusieron un contrato discográfico por dos meses, al respecto Raphael comentó que: «recuerdo haber escuchado “Latch” y pensando, “Ninguna persona puede atravesar esa cantidad de rangos vocales a la vez sin pasar por una computadora”.», por su parte Charrington agregó: «nunca escuchamos una voz así en nuestros veinte años de trabajo juntos.». Luego en 2013, participó vocalmente en «La La La» de Naughty Boy, para su primer álbum y se convirtió en otro éxito comercial, haciendo ver que el triunfo con «Latch» «no fue una casualidad». El tema se convirtió en el más vendido del 2013 en el Reino Unido; pero Smith seguía siendo «un misterios», ya que no aparecía en ningún videoclip, no fue hasta el 2014 cuando publicó el vídeo de su segundo sencillo, «Money on My Mind», que dio a conocer su propia identidad como artista.
Smith fue descubierto por un empleado de Capitol Records en el oeste de Londres, Inglaterra y firmó un contrato discográfico para el lanzamiento de sus obras, según Barnett asistió a un concierto del artista en marzo de 2013 y le comentó a sus socios a través de un mensaje: «estoy mirando a alguien que podría cambiar el futuro de este sello discográfico.». En diciembre de 2013, él anunció que su álbum estaría a la venta el 26 de mayo de 2014 en el Reino Unido por medio de Capitol  y en enero de 2014, publicó la cubierta, el título y los temas que formarían parte de la edición estándar. En una interviú con Digital Spy describió al álbum como «triste» y en cuanto al nombre relató: «La gente está diciendo, “¡Oh! pero es muy triste”, pero de eso es lo que se trata. Estaba triste y escribí acerca de estar triste.».
En una entrevista relató que nunca había estado en una relación y que «en realidad quería hacer un disco que fuera acerca del amor». Mencionó: «he sido brutalmente honesto en el álbum». Tras la publicación del vídeo de «Leave Your Lover» mayo de 2014, varios medios de comunicación comenzaron a emitir comentarios acerca de la sexualidad de Smith. Según Andrew Hampp de la revista Billboard, «Smith parecía estar dejando que la música hable por sí misma cuando lanzó el vídeo de “Leave Your Lover”», ya que en el videoclip se puede observar al cantante siendo parte de un triángulo amoroso con la modelo Daisy Lowe y su presunto enamorado; pero un cambio a último minuto muestra que en realidad estaba persiguiendo al novio todo el tiempo. El vídeo finaliza en una escena donde el chico que este pretendía está acompañado por otro hombre en lo que parece ser un restorán, «un escenario basado en el hombre de la vida real que inspiró buena parte de In the Lonely Hour». A finales de mayo, Smith habló acerca de su homosexualidad, al respecto explicó que:

«Me siento a gusto conmigo mismo y mi vida es increíble en ese sentido. Estoy muy cómodo y feliz con todo. Solo quería hablar de él y tenerlo ahí [en el disco]. Es acerca de un chico y eso es lo que quería que la gente sepa. Quiero que quede claro que de eso es lo que se trata. He sido tratado tan normal como a nadie en mi vida; no he tenido problemas. He intentado ser ingenioso con este álbum, porque también es importante para mi que mi música llegue a todos. He hecho mi música por lo que podría ser acerca de cualquier cosa o todo —si es un chico, una chica o una cabra— y todos pueden entender eso. No estoy en la industria para hablar sobre mi vida personal a no ser que sea en una forma musical.».
 Sam Smith

Por otro lado mencionó: «lo que estoy tratando de hacer en realidad con mi álbum es mostrar que mi voz es la que está destacándose. Esta es mi voz, este es mi instrumento. Es difícil, es complicado mirar artistas a mi alrededor que tienen 200 fanáticos esperando afuera de hoteles y estadios para ellos y no pueden cantar.».

## Composición y grabación
En noviembre de 2013, Smith relató lo que quería hacer en su álbum debut:

«En “Latch” estaba cantando acerca del amor; pero nunca lo he experimentado físicamente. Y estoy un poco asqueado de escuchar álbumes acerca de las relaciones turbulentas, nunca he tenido una. Así que quería escribir un disco para esas personas que nunca han estado enamoradas. Quiero ser una voz para las personas solitarias.» 
Sam Smith

Posteriormente en enero de 2014, comentó que había trabajado con Eg White, Jimmy Napes,  Fraser T. Smith y Two Inch Punch, al mismo tiempo indicó que en realidad estaba ilimitado en su forma de componer canciones. Por otra parte explicó que «cada tema es completamente diferente». Según Smith, la grabación del álbum comenzó en el 2012, cuando se mudó a Londres  y luego de su ingreso a la ciudad, su mánager Elvin le presentó a Jimmy Napes, con quien escribió «Lay Me Down», una balada triste inspirada en un romance fallido, hasta ese entonces no había firmado ningún contrato discográfico. Posteriormente, colaboró con Eg White en su estudio de grabación en Londres y compusieron «Goog Thing»,  asimismo Smith escribió cada tema del álbum junto a Fraser T. Smith, Ben Ash, Matt Prime, Elvin Smith, James Napier, entre otros. Según el intérprete: «después de escribir el álbum, sentía que había dado todo y estoy dispuesto a seguir haciendo eso con mi música por el resto de mi vida.». En una entrevista con The Line Of Best Fit en febrero de 2014, comentó que era una persona muy emotiva desde los doce años y que entre su familia tenían la costumbre de no reservarse las cosas, algo que influyó en la composición de los temas y que cuando se sentaba a componer reflejaba esa emoción en las canciones, incluso describió al álbum como «su diario».
Las sesiones de grabación de In the Lonely Hour las llevaron a cabo totalmente en Londres en los estudios PMR's House, Angel Studios, Timber Street Studios, RAK Studios, Eg White Studio, Assault & Battery 2, Tileyard Studios, Oldbnb Studios; mezclado en Pierce Rooms, Metropolis Mastering, Londres; y masterizado en Sterling Sound, Nueva York.

## Contenido musical
In the Lonely Hour, principalmente cuenta con los géneros musicales soul, pop y R&B, a la vez incluye subgéneros de éstos como el pop-rock, haciendo que las pistas sean baladas lentas. Asimismo, el intérprete tomó como numen un hombre con quien mantuvo una relación «no correspondida» y aborda por doquier situaciones del amorío. Todos los temas «son indefectiblemente francos» ya que tratan acerca de las complicadas emociones que el artista vivió por ese amor no correspondido. En una entrevista, Smith habló acerca de la temática del álbum, y según él:

«Nunca estuve en una relación. Solo he estado en relaciones no correspondidas donde la gente no me amó. In the Lonely Hour es acerca de un chico que me enamoré el año pasado y él no me amaba. Creo que ahora lo he superado; pero yo estaba en un lugar muy oscuro. Me sigo sintiendo sólo en el hecho de que no había sentido el amor antes. He sentido las cosas malas.» 
 Sam Smith

El disco inicia con «Money on My Mind», una canción pop que habla acerca de la presión que sintió el artista cuando firmó su primer contrato discográfico, al mismo tiempo, Smith afirma que no hace música por dinero, «sino por el amor». Compuesta por el mismo artista y Ben Ash; mientras que Two Inch Punch se encargó de producirla. La segunda pista, «Good Thing» escrita por Smith y Eg White, habla sobre «un romántico desesperado que nunca había estado en una relación de verdad». De acuerdo con Smith, es su canción favorita y la más personal del álbum. «Stay with Me», tercer sencillo y tercer tema de In the Lonely Hour, una balada que cuenta con un coro gospel. En enero de 2015, varios medios de comunicación informaron que Smith y los compositores de «Stay with Me» habían copiado las melodías de los coros de «I Won't Back Down», compuesta por Tom Petty y Jeff Lynne, así mismo fueron agregados a los créditos del tema. Sucedida por «Leave Your Lover», que según Sheldon Pearce de Consequence of Sound, «es la mejor escucha en In the Lonely Hour, simplemente porque es un breve resumen de la agenda de Smith». El intérprete y James Napier escribieron a «I’m Not the Only One», es una balada  que habla acerca de la infidelidad del amante de Smith. «Like I Can», séptima pista del álbum y quinto sencillo del álbum, inicia similar a «Rolling in the Deep» de Adele, de acuerdo con su letra nadie puede amar a Smith como él si puede. «Life Support», un tema influenciado por el trip hop , compuesta por Smith y Ben Ash y producida en Londres por Two Inch Punch. «Not In That Way» una balada.

## Lanzamiento y concepto
A inicios de enero de 2014, Smith dio a conocer el nombre del álbum, asimismo reveló la cubierta y diez pistas que estarían en la edición estándar. Cuando se le pidió a Smith que describiera a su álbum alegó: 

«Mi álbum debut es un diario de un solitario de veintiún años. Eso es lo que es. Fue mi forma de hablar acerca del único problema real en mi vida. No tengo muchas cosas tristes en mi vida y fue la única cosa que en realidad me estuvo afectando en el año pasado: Me enamoré de alguien que no correspondió a mi amor, y me hizo entrar de cabeza en ese espacio, “¿Encontraré el amor? ¿Cuándo encontraré el amor?” Con este álbum  “mando a la mierda” a todos y básicamente digo: “No, he estado enamorado y en cualquier cosa, fue mucho más doloroso que su versión” porque no tengo lo que quiero y está tan cerca. Así que, es mi forma de definir qué es el amor y como el amor no correspondido es tan doloroso, tan poderoso, como lo que llámanos amor “normal”.».
Sam Smith

Por otro lado, agregó: «No es un disco triste —es un álbum de empedramiento. Se supone que este disco es la banda sonora de esos momentos de tranquilidad en la vida, eso es lo que se supone que debe ser. Siempre digo que el álbum de Disclosure, [ Settle ], es lo que escuchas cuando sales y vas de discotecas, mi disco es lo que escuchas en el camino a casa, ya sea en esa noche o en la mañana después». Además relató que su A&R no estuvo de acuerdo con el título del álbum, «porque es demasiado deprimente; las personas leerán eso y pensarán que es demasiado depresivo». Pero desdeñó sus comentarios, ya que eso era lo que sentía. «Noticia de última hora: la gente se pone triste, la gente se siente sola, y ¿qué es lo que desean escuchar en ese momento?. ¿El jodido “Happy” de Pharrell Williams? No, porque ellos no son felices, no están contentos. Entonces ¿Por qué no escuchamos algo que esté golpeando esos problemas así podemos superarlo?».

## Promoción

### Sencillos
El 15 de febrero de 2013, Capitol Records y Method Records lanzaron el sencillo debut del artista, ««Lay Me Down»  y un año después consiguió la posición número cuarenta y seis de UK Singles. A finales de 2013, Smith anunció que «Money on My Mind» figuraría como el segundo sencillo de álbum y que lo estaría disponible a través de descarga el 16 de febrero de 2014. El tema recibió reseñas mixtas de parte de los críticos; Erika Ramírez de Billboard la describió como «pegadiza»; mientras que Robert Copsey de Digital Spy mencionó que lo único malo es su coro. Al mismo tiempo, tuvo un éxito notorio en listas de popularidad de varios territorios, en el Reino Unido debutó en la posición máxima de UK Singles con 108 000 unidades y se convirtió el primer número uno del cantante como solista. Por otro lado, obtuvo la cuarta en Irlanda e ingresó entre los primeros treinta de Alemania, Dinamarca y Nueva Zelanda. Dos meses más tarde, fue puesto en venta «Stay with Me», que se convirtió en el segundo sencillo número uno en Reino Unido. Asimismo, alcanzó el primer lugar en Canadá, Irlanda y Nueva Zelanda, mientras que en Australia, España, Francia,  Noruega, Suecia y los Países Bajos entró a los diez primeros. En los Estados Unidos, contó generalmente con un acogimiento positivo, ya que ocupó el segundo lugar de Billboard Hot 100, lo que lo convirtió en el primer top diez de Smith. A la vez, perduró por dos o más de dos semanas en Mainstream Top 40, Adult Top 40 y Adult Contemporary. El tema recibió una buena recepción crítica.
El 1 de agosto, el cantante publicó el vídeo de «I'm Not the Only One» y a finales del mes lo lanzó como el cuarto sencillo oficial de In the Lonely Hour.

### Gira musical y espectáculos
Durante el 2014, Smith realizó diversos conciertos en el Reino Unido, los Estados Unidos y Canadá para promocionar al álbum de forma no oficial. A finales del mismo año anunció oficialmente su primera gira musical titulada In the Lonely Hour Tour, la cual está llevando a cabo en Norteamérica, Europa, Oceanía, Asia y Sudamérica. Sin embargo, por una hemorragia en sus cuerdas vocales tuvo que aplazar gran parte de los espectáculos que ofrecería en Australia, Japón, Filipinas y Europa.

## Lista de canciones
Créditos adaptados a las notas de la portada de  In the Lonely Hour.
- Edición regular

| In the Lonely Hour |                        |                                                                      |                                            |          |  |
| N.º                | Título                 | Escritor(es)                                                         | Productor(es)                              | Duración |  |
| 1.                 | «Money on My Mind»     | Sam Smith · Ben Ash                                                  | Two Inch Punch                             | 3:13     |  |
| 2.                 | «Good Thing»           | Sam Smith · Eg White                                                 | Eg White                                   | 3:21     |  |
| 3.                 | «Stay with Me»         | Sam Smith · James Napier · William Phillips · Tom Petty · Jeff Lynne | Jimmy Napes · Steve Fitzmaurice [a]        | 2:53     |  |
| 4.                 | «Leave Your Lover»     | Sam Smith · Simon Aldred                                             | Jimmy Napes · Steve Fitzmaurice            | 3:08     |  |
| 5.                 | «I'm Not the Only One» | Sam Smith · James Napier                                             | Jimmy Napes · Steve Fitzmaurice            | 3:59     |  |
| 6.                 | «I've Told You Now»    | Sam Smith · Eg White                                                 | Eg White · Jimmy Napes • Steve Fitzmaurice | 3:30     |  |
| 7.                 | «Like I Can»           | Sam Smith · Matt Prime                                               | Napes · Steve Fitzmaurice · Mojam [a]      | 2:47     |  |
| 8.                 | «Life Support»         | Sam Smith · Ben Ash                                                  | Two Inch Punch                             | 2:53     |  |
| 9.                 | «Not in That Way»      | Sam Smith · Fraser T. Smith                                          | Fraser T. Smith                            | 2:52     |  |
| 10.                | «Lay Me Down»          | Sam Smith · James Napier · Elvin Smith                               | Jimmy Napes · Steve Fitzmaurice            | 4:13     |  |
| 32:49              |                        |                                                                      |                                            |          |  |

- Edición de lujo

| In the Lonely Hour |                                        | |                                                   |          |  |
| N.º                | Título                                 | Escritor(es) | Productor(es)                                     | Duración |  |
| 11.                | «Restart»                              | Sam Smith · Zane Lowe | Zane Lowe · Jimmy Napes [a]                       | 3:52     |  |
| 12.                | «Latch» (acústica)                     | Sam Smith · Guy Lawrence · Howard Lawrence · James Napier                                                                      | Jimmy Napes                                       | 3:43     |  |
| 13.                | «La La La» (Naughty Boy con Sam Smith) | Sam Smith · Al-Hakam El Kaubaisy · Frobisher Mbabazi · James Murray · James Napier · Jonny Coffer · Mustafa Omer · Shahid Khan | Komi · Naughty Boy · Mojam [b]                    | 3:39     |  |
| 14.                | «Make It to Me»                        | Sam Smith · Guy Lawrence · Howard Lawrence · James Napier                                                                      | Howard Lawrence · Jimmy Napes · Steve Fitzmaurice | 2:43     |  |
| 46:44              |                                        | |                                                   |          |  |

- Google Play [43]

| In the Lonely Hour |                                 |                                                           |                                   |          |  |
| N.º                | Título                          | Escritor(es)                                              | Productor(es)                     | Duración |  |
| 15.                | «In the Lonely Hour» (acústica) | Sam Smith                                                 |                                   | 2:54     |  |
| 16.                | «Nirvana» (acústica)            | Sam Smith · Napier · Harry Craze · Hugo Chegwin Anup Paul | Craze & Hoax · Jonathan Creek [b] | 3:45     |  |
| 53:28              |                                 |                                                           |                                   |          |  |

Notas
- [a]. Significa un productor adicional.
- [b]. Significa un coproductor.

## Recepción

### Comentarios de la crítica
En general, In the Lonely Hour recibió revisiones mixtas de parte de los críticos, Metacritic recopiló 24 reseñas y le asignó una valoración de sesenta y dos (de un rango que va desde cero hasta cien). Por otro lado, en sitio web AnyDecentMusic? acumuló una puntuación de 6.1 sobre 10 basado en 25 comentarios.
Jim Farber de New York Daily News le asignó cuatro estrellas de cinco y escribió que «Smith canta canciones soul; pero no en la forma usual», ya que la mayoría que canta este género grita y gime, por otra parte comentó que el artista únicamente se enfocaba en el daño. A su vez habló acerca de la homosexualidad de éste y mostró su asombro por el éxito que tuvo en el mercado estadounidense, puesto que solamente Frank Ocean había sido muy bien recibido en su debut siendo gay. Farber comparó la temática del disco con 21 de Adele, dado que ambos se basan en «una relación rota» e indicó que el enfoque vocal de Smith se adapta a este tema, al mismo tiempo parangonó su vocal más alto con que el de Mick Hucknall y concluyó con que:

«Hay algo retrógrado en el rol de Smith. Su enfoque en canciones de amor irrealizable recuerda las baladas tristes gay de la época de la preliberación. Por otro lado, hay algo moderno y valiente acerca de un hombre que está completamente sin temor a sonar femenino.» 
Jim Farber

Al igual Farber, Larry Day de musicOMH y Lewis Corner de Digital Spy lo calificaron con cuatro estrellas de cinco. Según Day: «al igual que con Hurts, el poder de Smith proviene de la riqueza y la naturaleza exagerada del sonido. El álbum de Smith es anti-crudo, es de alta fidelidad... Es torpe, pomposo y pantomímico en ocasiones –pero no se equivoquen, que es su encanto. Es pop o tiene la tendencia a serlo, por su propia naturaleza, hinchado de emoción... En definitiva, sí, es cursi». De acuerdo con el editor, «es también completamente, totalmente fantástico», «por supuesto, puede ser fatigoso a la larga; pero como con la mayoría de los álbumes de pop, es una colección de sencillos en contraposición a una obra coherente con narraciones entrelazadas». Day mencionó que «es el tipo de pop que tiene el potencial para dominar las listas de éxitos y ganar los corazones durante los festivales tragamonedas». Mientras que Corner, alabó a la producción e indicó que se «siente relativamente segura a lo largo del [disco]», por otro lado relató acerca de las comparaciones entre In the Lonely Hour y 21 de Adele. Por otro lado, destacó la vulnerabilidad que el artista muestra a lo largo del álbum y recomendó descargar a «Money on My Mind», «Like I Can», «Stay with Me», «Leave Your Lover» y «Restart» de la versión de lujo. Jabbari Weekes de Exclaim! lo calificó con 8 sobre 10 y alabó a la voz de Smith. De acuerdo con Weekes: «cada losa de su álbum debut, In the Lonely Hour, revela otra capa a través de la cual pone al descubierto sus dolores emocionales». Por su parte, Ryan Lathan de PopMatters le dio una calificación de 7 sobre 10 e inició su revisión hablando acerca del Auto-Tune y del EDM; sin embargo, no se refería al Smith, ya que «es un grato recordatorio que el talento natural aún puede florecer en la música comercial», asimismo reconoció su talento vocal. Según Lathan, «Stay with Me» es reminiscente de algo que habría inventado Emeli Sandé, a su vez consideró a «Leave Your Lover» como una de las más destacadas del álbum. Eric Davidson de CMJ alabó a la «Money on My Mind» y la etiquetó como la «más ostensiblemente bailable» en el álbum y que «en realidad, su coro es realidad» aludiendo a las palabras de Smith que hace música por amor y no por dinero. De acuerdo con el articulista, «este debut rápidamente llega a casa del club, cierra la puerta y llega galanteando o llorando, depende. Habitualmente llorando». Davidson reconoció que hubo influencias de cantantes estadounidenses en su voz, al miso tiempo notó que esta aireado en el pop-soul de los años 1980. Sheldon Pearce de Consequence of Sound, lo calificó con una B+ e inició su revisión afirmando que In the Lonley Hour:

«No es precisamente acerca de la soledad; aunque es sobre la distancia. A decir verdad, no es acerca de la soledad en absoluto; es sobre lo doloroso, el deseo inevitable de cercanía sofocante fomentado por un amor no correspondido. Regodea no solo por aislamiento; sino por la falta evidente de intimidad y empatía. Pasa su tiempo tratando de minimizar el espacio emocional (por el amor de la solidaridad, Smith sueña con ser asaltado frente a casa de un amante), espacio físico (desea tomarse de las manos durante una relación de una noche), incluso el espacio relacional (presiona a un pretendiente a dejar otro amante).»
 Sheldon Pearce

Por otro lado, alegó que «su defecto no es su actitud singular; sino la monótona ejecución de esa mentalidad. In the Lonley Hour solo conoce una forma de hacer girar su excelente tesis». Asimismo, observó que no que «no hay ninguna diversidad, únicamente igualdad; sin una lista de pistas, sería difícil diferenciar cada tema». Antes de culminar, explicó que Smith tiene una voz potencial; sin embargo, todavía no sabe utilizarla como tal y recomendó escuchar a «Leave Your Lover», «Good Thing» y «Stay with Me». Según Emma Swann de DIY, «In the Lonely Hour es un suspiro melancólico de amor no correspondido tras otro»; pero «por supuesto, todo este desgarrador es entregado bellamente». «¡Por supuesto!, así no va a perder esa etiqueta “Adele hombre” muy pronto».

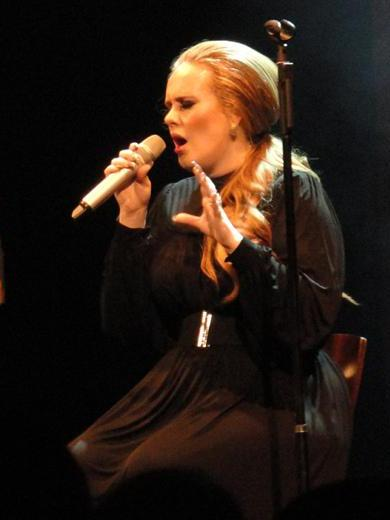
Algunos articulistas compararon a Smith con Adele (foto) y también a In the Lonely Hour con 21.

Tony Nielsen de The New Zealand Herald le dio una crítica favorable y explicó que Smith en In the Lonely Hour no solo muestra un extraordinario talento vocal, sino también a un hombre joven que sabe cómo usarlo de la mejor manera. «Una gran ventaja es que Sam Smith ha coescrito todas las canciones en el álbum así que es un enfoque muy personal», simultáneamente alabó a «Stay with Me», «Money on My Mind», «Not in That Way» y a la versión acústica de «Latch». Según el editor, el álbum es uniformemente bueno, a su vez es una introducción brillante de un artista novel en la escena pop. Por su parte, Sal Cinquemani de Slant Magazine le concedió tres estrellas y media de cinco al disco y emitió comparaciones favorables entre Adele y Smith, al mismo tiempo relató que es difícil no comparar a In the Lonely Hour con 21. Cinquemani indicó que «no es un álbum de ruptura, de por si, dado que no está claro si el objeto de afecto y arrepentimiento de Smith alguna vez correspondió sus sentimientos, o incluso si la relación fue consumida». Tres estrellas y media de cuatro le asignó Sally-Annede Hurley The Music y notó que «es un movimiento valiente... Que dice mucho acerca del carácter» de Smith». La editora habló positivamente de su voz y aseguró que hay muchos aspectos destacados en In the Lonely Hour como «Stay with Me» y «Leave Your Lover». Hurley finalizó su reseña señalando: «La esperanza se filtra a través del sufrimiento de Smith, lo que hace de este un disco que todos los corazones rotos deberían escuchar». Una B- le dio Lily Moayeri de The A.V. Club y comentó que In the Lonely Hour está construido por «tonos enternecedores de Smith», en apoyaturas delicadas y falsete». Moayeri describió a «Money on My Mind» como la «más fuerte» y que «Like I Can» sirve como puente para su «efervescencia». Según la editora, «la voz de Smith sigue siendo rica»; sin embargo notó que las canciones tienen temáticas similares, lo que lleva a la «redundancia» y que los «oyentes podrían empezar a preguntarse si tocan por accidente “repetir”». Con 6.5 sobre 10 lo calificó Constantino Christou de Earbuddy y de acuerdo con su reseña, el disco tiene «nueve baladas sólidas a medio tiempo con pasión y destreza vocal (y una canción pop terrible)», aludiendo a «Money on My Mind». Christou concluyó su revisión alegando:

«Es casi un clásico; pero no hay duda de que este disco será enorme, en realidad, más o menos ya lo es. Me parece triste que Smith, que es claramente un artista muy talentoso, está siendo forzado en un rincón por su prematuro éxito y ahora no es capaz de mostrar su ingenio completo sin arriesgar el inmenso impulso con el cual se está moviendo su carra. Dicho esto, In the Lonely Hour no es un fracaso.» 
 Constantino Christou

Tres estrellas de cinco le otorgaron Caryn Ganz de Rolling Stone, Harriet Gibsone de The Guardian y Nick Levine de Time Out. Ganz escribió que Smith «se está posicionando como un Adele hombre» y que tiene el falsete flexible de Barry Gibb. Gibsone comentó que Smith tiene una maravillosa voz expresiva; «pero no hay suficiente crudeza para “hacer una Adele”». Levine aseguró que «In the Lonely Hour es un disco desesperadamente triste lleno de canciones acerca de los que se fueron y de los que nunca marcharon. Si fuera más extenso, podría arrastrarse; pero gracias a una apretada media hora corriendo a tiempo, este álbum es la perfecta banda sonora para su siguiente regodeo. Es música pop con caché para deprimirse en el sofá con una cobija de lana de cachemira y una botella de algo un poco más caros que lo que normalmente elegirías en Tesco Metro.» y que «Smith un híbrido macho de Adele y Emeli Sandé sería reductivo; pero no completamente engañoso».
Aimee Cliff de Fact le dio dos estrellas de cinco e indicó que «para venir a través de una premisa tan valiente, In the Lonely Hour debería haber sido una jugada maestra de un álbum pop de un artista con una visión tan fuerte que disipó todas las dudas de que estaba haciendo algo “por el dinero”». Según Cliff, lo no hay dudas de que este álbum está lleno de amor, ni que Smith tiene cubos de talento vocal. Por otro lado, alabó a «Good Thing» y «Stay with Me», al respecto comentó que su entrega en la última de estas «es constantemente sensible»; pero mostró su desagrado por la segunda mitad del disco, ya que «todas habitan en un amor no correspondido» y el «rechazo», al mismo tiempo aludió que «es difícil recordar qué letra viene de cual tema» y que «todo de esto no sería tan malo si habría suficiente diversidad en el sonido para mantener las cosas en movimiento». Por otra parte rechazó las comparaciones que se estaban haciendo los articulistas entre Smith y Adele, y afirmó que «In the Lonely Hour no es 19. Cliff culminó su revisión alegando que «In the Lonely Hour es un álbum hecho por un artista que ha pasado años esperando a ser famoso; pero cuando llegó, encontró que en realidad no tenía mucho que decir».

### Reconocimientos y nominaciones
Varias revistas y sitios web agregaron a In the Lonely Hour en sus listas de los mejores álbumes de 2014, debido al gran éxito comercial y de crítica que tuvo. Digital Spy lo agregó en el puesto número uno, Billboard en la tres, Time Out en la treinta, y The Daily Telegraph en la treinta y tres.
Por otro lado, recibió varias nominaciones en diferentes ceremonias de premiación. En los premios Mobo de 2014 recibió el agalardón como «mejor álbum», al año siguiente estuvo nominado a «álbum favorito» en los People's Choice Awards, en los premios Brit a «mejor álbum británico de año».
| Año  | Premiación               | Trabajo nominado   | Categoría                    | Resultado | Ref.   |
| ---- | ------------------------ | ------------------ | ---------------------------- | --------- | ------ |
| 2014 | Premios MOBO             | In the Lonely Hour | Mejor álbum                  | Ganador   | [ 56 ] |
| 2015 | People's Choice Awards   | In the Lonely Hour | Álbum favorito               | Nominado  | [ 57 ] |
| 2015 | Premios BRIT             | In the Lonely Hour | Mejor álbum británico de año | Nominado  | [ 58 ] |
| 2015 | Premios Grammy           | In the Lonely Hour |                              |           |        |
| 2015 | Mejor álbum de pop vocal | In the Lonely Hour | Ganador                      |           |        |
| 2015 | Álbum del año            | In the Lonely Hour | Nominado                     | [ 59 ]    |        |
| 2015 | Premios Juno             | In the Lonely Hour | Álbum internacional del año  | Ganador   | [ 60 ] |
| 2015 | Billboard Music Award    | In the Lonely Hour | Mejor álbum Billboard 200    | Nominado  | [ 61 ] |

### Resultados comerciales
En el Reino Unido, la compañía discográfica Capitol Records lo puso en venta el 26 de mayo de 2014 y tuvo un buen recibimiento comercial, ya que obtuvo la máxima posición de la lista de popularidad UK Albums Chart el 1 de junio de 2014 con aproximadamente 20 000 unidades, asimismo en la siguiente semana consiguió permanecer en la misma posición  y acumuló unas 150 000 copias. El 7 de septiembre, a quince semanas después de su lanzamiento volvió a entrar al número uno y perduró por dos semanas más. En Escocia, Ghost Stories de Coldplay impidió que llegara a la uno de Scottish Albums Chart. Al culminar el 2014, logró un índice de ventas de 1 248 000 copias, lo que lo convirtió en el segundo álbum más vendido en el Reino Unido, solo detrás de x de Ed Sheeran, por otra parte recibió tres discos de platino por la British Phonographic Industry (BPI). El 12 de enero de 2015, retornó a la primera de UK Albums Chart y marcó su quinta semana en el número uno. Hasta ese entonces había treinta y tres semanas consecutivas entre los primeros diez. Hasta abril de 2015, el álbum había vendido 1 650 000 copias en este territorio. A finales mayo de 2015, se informó que In the Lonley Hour había perdurado un año completo entre los primeros cinco de la lista británica UK Albums Chart, lo que lo convirtió en el segundo álbum de estudio debut que logra dicha hazaña, solo detrás de Please Please Me (1963) de The Beatles.
In the Lonely Hour, también obtuvo posiciones notables en otros territorios europeos, como el número uno en la Swedish Albums Chart  de Suecia y gracias a sus 40 000 ejemplares la Swedish Recording Industry Association (GLF) le certificó con un disco de platino. En Dinamarca, Irlanda y Noruega llegó hasta la segunda de sus listas de popularidad, la terca y la quinta en los Países Bajos y Suiza, respectivamente. Por otro lado, ingresó a los primeros veinte en Alemania, Austria, la región flamenca de Bélgica, Finlandia y Portugal; mientras que en la región Valona de Bélgica, España, Francia, Italia y Polonia consiguió posiciones superiores a la treinta. En Oceanía, el álbum debutó en la segunda posición de New Zealand Albums Chart el 2 de junio de 2014. Finalmente el 8 de septiembre, a quince semanas su puesta en venta consiguió el número uno y permaneció allí por cuatro semanas consecutivas, además pasó más de treinta semanas entre los primeros diez. Hasta finales de diciembre contaba con más de 30 000 ejemplares, por lo cual la Recorded Music NZ le otorgó dos discos de platino. En Australia, consiguió la número dos de German Albums Chart  y la Australian Recording Industry Association (ARIA) le certificó un disco de platino.
El 18 de junio de 2014, un día después de su lanzamiento en el territorio estadounidense, Keith Caulfield de Billboard predijo que vendería aproximadamente 150 000 unidades. En la edición del 5 de julio, el álbum debutó en la segunda posición de Billboard 200 con 166 000; Ultraviolence de Lana Del Rey con su 182 mil evitó que consiguiera en la posición máxima. De acuerdo con Caulfield, éste es el mejor debut de un artista novel, desde el que Phillip Phillips lo hiciera con The World from the Side of the Moon en noviembre de 2012, al mismo tiempo es el primer álbum con más ventas en sus primeros siete días por un cantante masculino británico desde que Nielsen SoundScan comenzó a contabilizar las ventas para Billboard en 1991. En su segunda semana logró mantenerse en la misma posición y acumuló un índice de 233 000, gracias a 67 000 unidades. A mediado de diciembre llegó al millón de copias, lo que convirtió a In the Lonely Hour el único de 2014 que logró dicha marca en el territorio estadounidense y en el Reino Unido, al mismo tiempo fue el único que recibió la certificación de platino en ambos países. Hasta ese entonces, tenía diecinueve semanas entre los primeros diez de Billboard 200. Hasta junio de 2015, el álbum ha vendido 1,980,000 copias en los Estados Unidos.
De acuerdo a la Federación Internacional de la Industria Fonográfica (IFPI), In the Lonely Hour vendió 3.5 millones de copias en el 2014 y 2.6 millones en el 2015, sumando un total de 6.1 millones de copias vendidas globalmente durante ambos años.

## Certificaciones
| América        |                  |            |           |    |         |
| Brasil         | ABPD             | 2× Platino | 80 000    | 2▲ | [ 95 ]  |
| Canadá         | CRIA             | 2× Platino | 160 000   | 2▲ | [ 96 ]  |
| Chile          | IFPI — Chile     | Oro        | 5 000     | ●  | [ 97 ]  |
| Estados Unidos | RIAA             | 2× Platino | 1 980 000 | 2▲ | [ 98 ]  |
| México         | AMPROFON         | 2× Platino | 120 000   | 2▲ | [ 99 ]  |
| Europa         |                  |            |           |    |         |
| Alemania       | BVMI             | Oro        | 100 000   | ●  | [ 100 ] |
| Austria        | IFPI — Austria   | Platino    | 15 000    | ▲  | [ 101 ] |
| Bélgica        | BEA              | Oro        | 15 000    | ●  | [ 102 ] |
| Dinamarca      | IFPI — Dinamarca | 3× Platino | 60 000    | 3▲ | [ 103 ] |
| España         | PROMUSICAE       | Oro        | 20 000    | ●  | [ 104 ] |
| Francia        | SNEP             | Platino    | 100 000   | ▲  | [ 105 ] |
| Italia         | FIMI             | Oro        | 25 000    | ●  | [ 106 ] |
| Noruega        | IFPI — Noruega   | Oro        | 15 000    | ●  | [ 107 ] |
| Países Bajos   | NVPI             | Oro        | 25 000    | ●  | [ 108 ] |
| Polonia        | ZPAV             | 2× Platino | 40 000    | 2▲ | [ 109 ] |
| Reino Unido    | BPI              | 7× Platino | 2 140 000 | 7▲ | [ 65 ]  |
| Suecia         | GLF              | 2× Platino | 80 000    | 2▲ | [ 69 ]  |
| Suiza          | IFPI — Suiza     | Platino    | 20 000    | ▲  | [ 110 ] |
| Oceanía        |                  |            |           |    |         |
| Australia      | ARIA             | 4× Platino | 280 000   | 4▲ | [ 86 ]  |
| Nueva Zelanda  | RMNZ             | 4× Platino | 60 000    | 4▲ | [ 85 ]  |
| África         |                  |            |           |    |         |
| Sudáfrica      | RISA             | Platino    | 40 000    | ▲  | [ 111 ] |

## Posicionamiento en listas

### Semanales
| África            |                            |    |
| Sudáfrica         | South African Albums Chart | 1  |
| América           |                            |    |
| Canadá            | Canadian Albums Chart      | 2  |
| Estados Unidos    | Billboard 200              | 2  |
| Estados Unidos    | Digital Albums             | 1  |
| Europa            |                            |    |
| Alemania          | German Albums Chart        | 17 |
| Austria           | Austrian Albums Chart      | 15 |
| Bélgica (Flandes) | Ultratop 200 Albums        | 12 |
| Bélgica (Valonia) | Ultrapop 200 Albums        | 30 |
| Dinamarca         | Danish Albums Chart        | 2  |
| Escocia           | Scottish Albums Chart      | 2  |
| España            | Spanish Albums Chart       | 68 |
| Finlandia         | Finnish Albums Chart       | 16 |
| Francia           | French Albums Chart        | 44 |
| Irlanda           | Irish Albums Chart         | 2  |
| Italia            | Italian Albums Chart       | 54 |
| Noruega           | Norwegian Albums Chart     | 2  |
| Países Bajos      | Dutch Albums Top 100       | 5  |
| Polonia           | Polish Albums Chart        | 47 |
| Portugal          | Portuguese Albums Chart    | 20 |
| Reino Unido       | UK Albums Chart            | 1  |
| Suecia            | Swedish Albums Chart       | 1  |
| Suiza             | Swiss Albums Chart         | 3  |
| Oceanía           |                            |    |
| Australia         | Australian Albums Chart    | 1  |
| Nueva Zelanda     | New Zealand Albums Chart   | 1  |

### Posiciones mensuales
| América del Sur |                       |   |
| Argentina       | Ranking Mensual CAPIF | 7 |

### Sucesión en listas
| Predecesor: Ghost Stories de Coldplay Royal Blood de Royal Blood | UK Albums Chart — Álbum número uno 7 de junio de 2014 — 15 de junio de 2014 7 de septiembre de 2014 — 21 de septiembre de 2014 | Sucesor: 48:13 de Kasabian Stars de Collabro |
| Predecesor: Evergreen de Broods                                  | New Zealand Albums Chart — Álbum número uno 7 de septiembre de 2014 — 29 de septiembre de 2014                                 | Sucesor: Popular Problems de Leonard Cohen   |

## Historial de lanzamientos
| País                               | Fecha                  | Formato                                | Discográfica               | Ref.    |
| ---------------------------------- | ---------------------- | -------------------------------------- | -------------------------- | ------- |
| Reino Unido                        | 26 de mayo de 2014     | CD, disco de vinilo y descarga digital | Capitol Records            | [ 116 ] |
| Estados Unidos                     | 17 de junio de 2014    | CD y descarga digital                  | Capitol Records            | [ 117 ] |
| Canadá                             | 17 de junio de 2014    | CD y descarga digital                  | Capitol Records            | [ 117 ] |
| Venezuela                          | 17 de junio de 2014    | Descarga digital                       | Universal Music Venezuela  | [ 43 ]  |
| Japón                              | 21 de enero de 2015    | CD y descarga digital                  | Universal Music Japan      | [ 118 ] |
| Varios (Drowning Shadows Edition)  | 6 de noviembre de 2015 | 2CD, LP, descarga digital              | Capitol, Universal, Method |         |
| Varios 10 Year Anniversary Edition | 2 de agosto de 2024    | LP, descarga digital, streaming        | Capitol Records            |         |

## Créditos y personal
Créditos adaptados a las notas de la portada de In the Lonely Hour.
| - Simon Aldred: compositor. - Michael Angelo: ingeniero vocal. - Graham Archer: mezcla. - Ben Ash: compositor. - Capitol: compañía discográfica. - Jo Charrington: artistas y repertorio (A&R). - Wez Clarke: mezcla y programación. - Jonny Coffer: compositor y cuerdas. - Tom Coyne: masterización. - Steve Fitzmaurice: productor adicional, programación de tambores, ingeniero, mezcla, productor e ingeniero vocal. - Fraser T. Smith: compositor, guitarra y productor. - Simon Hale: arreglos de cuerdas, director de cuerdas e ingeniería de cuerdas. - Sylvester Earl Harvin: tambores y percusión. - Darren Heelis: ingeniero asistente, ingeniero, teclados, asistente de mezcla, programación e ingeniero vocal. - Mike Horner: ingeniero asistente. - Reuben James: órgano y piano. - Al-Hakam El Kaubaisy: compositor. - Shahid Khan: compositor. - Komi: instrumentación y programación. - Guy Lawrence: compositor. - Howard Lawrence: compositor, piano y productor. - Zane Lowe: compositor, productor y programación. - Victoria Lyon: directora. - Frobisher Mbabazi: compositor y teclados. - Aya Merrill: bajo eléctrico. | - Mojam: productor adicional, programación de tambor y productor. - Jeremy Murphy: ingeniero asistente. - James Murray: compositor, ingeniero, instrumentación y programación. - Jimmy Napes: productor adicional, tambores, ingeniero, percusión y productor. - James Napier: compositor. - Naughty Boy: artista principal, productor y programación. - Everton Nelson: director. - Mustafa Omer: compositor, ingeniero, instrumentación y programación. - Dan Parry: mezcla. - William Phillips: compositor, órgano y piano. - Steve Price: ingeniero en cuerda. - Matt Prime. compositor y teclados. - Nick Raphael: artistas y repertorio (A&R). - Harry Robinson: violonchelo. - Drew Smith: ingeniero asistente. - Elvin Smith: compositor. - Sam Smith: compositor, artista principal y voces. - Stephanie Sian Smith: fotografía. - Ben Thomas: guitarra. - Two Inch Punch: arreglista, programación de tambor, instrumentación y productor. - Eg White: compositor, platillos, ingeniero, guitarra, guitarra acústica, piano, productor, cuerdas y respaldo vocal. - Charles Wong: ingeniero asistente, asistente de mezcla y piano. |

## In the Lonely Hour 10 Year Anniversary Edition
In the Lonely Hour 10 Year Anniversary Edition es una reedición del álbum de estudio debut del cantante británico Sam Smith In the Lonely Hour, publicado el 2 de agosto de 2024 para conmemorar el décimo aniversario del lanzamiento original del álbum. Anunciado el 13 de junio de 2024, contiene los 10 temas del álbum original y la canción inédita «Little Sailor», así como actuaciones en directo recién grabadas. Smith también volvió a grabar su canción «Stay with Me» con una letra actualizada que refleja su identidad no binaria.